# Hank Mann
Hank Mann (ur. 28 maja 1887 w Nowym Jorku, zm. 25 listopada 1971 w South Pasadena) – amerykański aktor filmowy. Wystąpił łącznie w 465, głównie krótkometrażowych produkcjach filmowych (do 1922 r. był to niemal wyłącznie krótki metraż).

## Wyróżnienia
Został uhononorowany gwiazdą na słynnej Alei Gwiazd w Hollywood.

## Wybrana filmografia

### Filmy pełnometrażowe

#### Początek kariery
- 1914: Zabawny romans Charliego i Loloty (czas: 82') w podwójnej roli: policjant/kelner
- 1919: The Janitor jako tytułowy woźny

#### Lata 20.
- 1922: Oh, Mabel Behave jako żołnierz
- 1922: Quincy Adams Sawyer (czas: 80') jako Ben Bates
- 1923: Hollywood (80') jako on sam
- 1923: Don't Marry for Money (60') jako odkrywca
- 1923: Tea: With a Kick! (60') jako Sam Spindle
- 1923: Desire (70') jako E.Z. Pickens
- 1923: Lights Out jako Ben
- 1923: The Wanters (70') jako badacz gwiazd
- 1923: A Noise in Newboro
- 1923: The Near Lady (50') jako lokator
- 1924: Riders Up (50') jako pensjonariusz
- 1924: A Woman Who Sinned (70') jako Tattu
- 1924: The Fire Patrol (70') jako strażak
- 1924: Puste dłonie (70') jako mężczyzna ze Spring Water
- 1924: The Man Who Played Square (70') jako kucharz
- 1924: Rivers Up
- 1925: The Arizona Romeo (50') jako zastępca szeryfa
- 1925: The Sporting Venus (66') jako lokaj Carlosa
- 1925: The Fighting Heart (70')
- 1926: The Skyrocket (80') jako producent komedii
- 1926: The Boob (64') jako village soda clerk
- 1926: The Flying Horseman (50') jako Newton Carey
- 1926: The Better 'Ole (95') jako niemiecki żołnierz z koniem
- 1926: Wings of the Storm jako Red Jones
- 1927: The Scorcher
- 1927: The Ladybird (70') jako brat
- 1927: Paid to Love (76') jako służący
- 1927: The Patent Leather Kid (150') jako sierżant
- 1927: Smile, Brother, Smile (70') jako kolekcjoner
- 1927: When Danger Calls jako Tommy Schultz
- 1927: Broadway After Midnight
- 1928: The Garden of Eden (79') jako konduktor w pociągu
- 1928: Fazil (88') jako eunuch Ali
- 1929: Morgan's Last Raid (60') jako żołnierz Konfederacji
- 1929: Małżeństwo na złość (76') jako kierownik sceny
- 1929: Sprawa Donovana (83') jako dr Lindsey
- 1929: The Fall of Eve (67') jako Bob White

#### Lata 30.
- 1930: The Arizona Kid (czas: 88') jako barman Bill
- 1930: Her Man (85') jako pasażer statku
- 1930: Sinners' Holiday (60') jako szczęśliwy człowiek
- 1930: The Dawn Trail (66') jako Cock-Eye
- 1931: Światła wielkiego miasta (87') jako walczący za pieniądze
- 1931: Three Girls Lost (80') jako kierowca taksówki
- 1931: Annabelle's Affairs (76') jako Summers
- 1931: X Marks the Spot (72') jako Solly Mintz
- 1932: Ridin' for Justice (61') jako pijany Pete
- 1932: Shop Angel (67') jako p. Weinberg
- 1932: Are You Listening? (73') jako Hank, człowiek od efektów dźwiękowych
- 1932: Człowiek z blizną (93') jako woźny na wieczorze kawalerskim
- 1932: Dziwna miłość Molly Louvain (73') jako dziennikarz Harley
- 1932: Million Dollar Legs (64') jako inspektor celny
- 1932: Those We Love (72')
- 1932: The Fourth Horseman (57') jako urzędnik podatkowy
- 1932: Uptown New York (80') jako mężczyzna na walce wrestling
- 1932: Ja i moja dziewczyna (79') jako Hank
- 1933: Sailor's Luck (64') jako mężczyzna grający na ukelele
- 1933: Wielka szansa (62') jako człowiek na holowniku
- 1933: From Headquarters (64') jako Al Cohen
- 1933: Smoky (69') jako Buck
- 1934: Caravan (101') jako krawiec
- 1934: Fugitive Road (69') jako Johann, ordynariusz Traunsee
- 1934: Dziewczyna z Missouri (75') jako masażysta na jachcie
- 1934: I'll Fix It (68') jako mężczyzna myjący okna
- 1935: The Nut Farm (65') jako Joe, kamerzysta Holland'a
- 1935: Diabeł jest kobietą (79') jako brygadzista w pociągu odśnieżającym szlak
- 1935: Wielka transmisja z 1936 roku (97') jako robotnik z wąsami
- 1935: Barbary Coast (91') jako kelner

### Krótkometrażowe

#### Pierwsze lata
- 1912: Hoffmeyer's Legacy (czas: 5') jako Keystone Kop
- 1913: Heinze's Resurrection (11')
- 1913: Love and Pain
- 1913: A Wife Wanted
- 1913: Jenny's Pearls
- 1913: Murphy's I.O.U.
- 1913: Bangville Police (8')
- 1913: The Gangsters (35') jako policjant
- 1913: Safe in Jail jako mieszkaniec wioski
- 1913: The Riot (26') jako mężczyzna w sali bilardowej
- 1913: A Chip Off the Old Block (9') jako policjant
- 1913: Mabel's New Hero (10') jako policjant
- 1913: Mabel's Dramatic Career (14') jako mężczyzna na widowni
- 1913: When Dreams Come True jako policjant
- 1913: The Bowling Match (11') jako mężczyzna w kręgielni publicznej
- 1913: Billy Dodges Bills (11') jako wierzyciel
- 1913: A Quiet Little Wedding (25') jako gość weselny
- 1913: The Cheese Special (10') jako Schmaltz - ojciec May
- 1913: A Muddy Romance (11') jako wiejski policjant
- 1913: Fatty Joins the Force (12') jako policjant w budynku dworca
- 1913: The Gusher (14') jako drugi poplecznik
- 1913: Fatty's Flirtation (6') jako policjant
- 1913: His Sister's Kids (10') jako policjant
- 1913: Zuzu, the Band Leader
- 1913: He Would a Hunting Go (10') jako szeryf
- 1914: Charlie gra w filmie (15') jako rekwizytor w kombinezonie
- 1914: Charlie tańczy (12') jako gość w kombinezonie
- 1914: Charlie i chronometr (20') jako śpiący mężczyzna
- 1914: Charlie kelnerem (30') jako tancerz w przepasce na oko
- 1914: Charlie i Fatty na ringu (27) w podwójnej roli: włóczęga/policjant
- 1914: Charlie i manekin (17') jako gangster w barze
- 1914: Charlie jako malarz (14') jako pijak
- 1914: In the Clutches of the Gang jako policjant
- 1914: Too Many Brides jako gość weselny
- 1914: Won in a Closet (13') jako konkurent-zalotnik
- 1914: Double Crossed (14') jako kumpel chłopaka Belle
- 1914: A False Beauty (10') jako drugi porywacz
- 1914: The Passing of Izzy
- 1914: A Bath House Beauty (11')
- 1914: The Alarm
- 1914: Fatty's Finish
- 1914: The Sky Pirate
- 1914: A Brand New Hero
- 1914: Mabel's Latest Prank
- 1914: He Loved the Ladies
- 1914: The High Spots on Broadway
- 1914: Partners in Crime
- 1914: The Manicure Girl jako drugi rywal fryzjera

#### Wielka Wojna
- 1915: Cupid in a Hospital
- 1915: A Bird's a Bird (czas: 10')
- 1915: Father Was a Loafer (13') jako doktor
- 1915: Almost a Scandal
- 1915: Their Last Haul
- 1915: Rough But Romantic jako Hank
- 1915: A Change in Lovers
- 1915: Under the Table jako Hank (trzeci mąż)
- 1915: Shaved in Mexico jako señor LaBullio – wiejski fryzjer
- 1915: A Stool Pigeon's Revenge jako Hank
- 1915: Broken Hearts and Pledges jako głodny Harry
- 1915: Vendetta in a Hospital jako p. Jowlfish
- 1915: The Child Needs a Mother jako Hank - łamacz serc Gwendolyn
- 1915: Love on an Empty Stomach jako Hank
- 1915: A Tale of Twenty Stories jako Hank
- 1915: Gertie's Joy Ride (10') jako Hank
- 1915: Beach Birds jako Hank the Gink
- 1915: No Flirting Allowed jako Hank
- 1915: Scandal in the Family (20') jako Hank
- 1915: A Mortgage on His Daughter jako nikczemny właściciel hipoteki
- 1915: A Bathhouse Tragedy jako ratownik Hank
- 1915: Poor But Dishonest jako uczeń brygadzisty
- 1915: Father's First Murder
- 1915: Disguised But Discovered jako Hank - syn panny młodej
- 1915: Fatty and the Broadway Stars (20') jako wykonawca zwornika
- 1916: A Modern Enoch Arden (40') jako rywal Ambrose'a
- 1916: The Village Blacksmith (20') jako oszukańczy prawnik
- 1916: A Bath House Blunder (20') jako mężczyzna piszący notatkę
- 1916: His Bread and Butter (20') jako zazdrosny kelner
- 1916: Sunshine (20')
- 1916: A Dash of Courage (20') jako pasażer pociągu
- 1916: Hearts and Sparks (20') jako nieuczciwy lichwiarz
- 1917: His Ticklish Job jako splinter
- 1917: Chased Into Love jako przyszły oblubieniec
- 1917: The End of a Perfect Day jako Hank
- 1917: The Cloud-Puncher jako artysta
- 1917: There's Many a Fool jako głupiec
- 1917: Love on Crutches
- 1917: His Love Fight
- 1917: Suds of Love
- 1917: His Final Blowout
- 1917: Bing Bang
- 1917: A Domestic Hound (20') jako Hank
- 1917: A Bon-Bon Riot
- 1918: Love Loops the Loop jako mężczyzna trzymający płonącą gazetę
- 1918: Two Tough Tenderfeet jako hazardzista

#### Okres powojenny
- 1919: The Flirts (czas: 22') jako flirciarz
- 1919: Herman Hero
- 1920: Broken Bubbles
- 1920: Pipe Dreams and Prizes jako Mike Robe
- 1920: Roaming Romeo
- 1920: A Knockout
- 1920: The Paper Hanger
- 1920: The Blacksmith jako pomocnik kowala
- 1920: Hopping Bells jako dzwonnik
- 1920: An Eye for Figures jako człowiek z oczami
- 1920: A Harem Hero
- 1920: Who's Your Grocer?
- 1920: When Spirits Move
- 1920: Way Out West
- 1920: Up in the Air
- 1920: Trouble
- 1920: The Plumber
- 1920: The Nickel Snatcher
- 1920: The Messenger
- 1920: The Lost Detective
- 1920: The Gum Riot
- 1920: The Gas Attack
- 1920: The Dentist
- 1920: The Coy Copper
- 1920: The Bill Poster
- 1920: Tenderfoot Luck
- 1920: Tar Baby
- 1920: Stripes and Stars
- 1920: Paradise for Birds
- 1920: Paper, Paste and Poultry
- 1920: Naughty Nurses
- 1920: Mystic Mush
- 1920: Leap Year